# Neutronendiffractie
Neutronendiffractie is een techniek uit de kristallografie, soortgelijk aan röntgendiffractie, om de atomaire structuur van vaste stoffen te bepalen. Als te diffracteren golven worden neutronen gebruikt: neutronenstraling in plaats van röntgenstraling.
De belangrijkste verschillen met röntgendiffractie zijn:
- flux

Omdat de hoeveelheid neutronen uit een neutronenbron veel kleiner is dan de flux van een röntgenbuis of synchrotron, kunnen alleen vrij grote monsters worden bestudeerd met neutronendiffractie. Verder worden vaak polychromatische neutronen gebruikt; ook om de flux te verhogen. Men kan namelijk nog na de strooiing bepalen welke golflengte een neutron heeft door te bepalen hoelang zij er over doen de detector te bereiken. Dit soort metingen worden TOF (time-of-flight) metingen genoemd.
- interactie

Neutronen vertonen interactie met de atoomkernen in het monster, en niet met de elektronen zoals röntgenstraling. Daardoor wordt na berekening niet een elektronendichtheid gevonden, maar een soort kerndichtheid. Bovendien kan de interactie met de kernen in het monster afhankelijk van het atoomtype de twee verschillende tekens hebben, waardoor voor de oplossing van het faseprobleem de positiviteit niet kan worden gebruikt. Normaal gesproken gebruikt men de röntgenstructuur om het faseprobleem in de neutronendiffractie op te lossen.
- niet-elastische botsingen

Met waterstofkernen ondergaan de neutronen soms niet-elastische botsingen. Dit veroorzaakt verstrooiing die niet aan de Wet van Bragg voldoet en daarmee de metingen kan verstoren. Vaak wordt er daarom gewerkt met gedeutereerde stoffen die dit effect niet vertonen. Anderzijds kan de inelastische bijdrage ook onderzocht worden (INS, FANS) en informatie verschaffen over de trillingswijzen van het rooster. Dan is de waterstofkern juist erg handig.
- waterstof zien

Bij röntgendiffractie kunnen waterstofatomen slecht worden waargenomen omdat ze slechts één enkel elektron hebben, en dat elektron ook nog een zeer grote bewegingsvrijheid heeft. Het signaal is daardoor erg zwak. In neutronendiffractie is de interactie niet evenredig met het atoomnummer. Waterstof kan daardoor net zo goed worden gezien als elk ander atoom, maar een element als vanadium is nagenoeg onzichtbaar. Nauwkeurige studie van waterstofposities kan een goede reden zijn om een neutronendiffractie-studie uit te voeren.
- magnetische strooiing

Ook ongepaarde spins van de elektronenwolk kunnen tot strooiing bijdragen. Indien de spins zich ordenen, dat wil zeggen voor ferro-, antiferro- of ferrimagnetische materialen leidt dit tot een extra bijdrage tot de Bragg pieken, of als de magetische eenheidcel groter is dan de kristallografische tot extra Bragg pieken. Hieruit kan de magnetische structuur bepaald worden.
Als neutronenbron in een neutronendiffractie-experiment kan een speciale kernreactor worden gebruikt: bij kernsplijting komen veel neutronen vrij. Een andere bron van neutronen is een zogenaamde spallation source: hierbij worden versnelde protonen geschoten op een zwaar materiaal waarin veel neutronen zitten; daarbij verdampen de neutronen als het ware uit het materiaal.